# Sincerely (篠原涼子の曲)
「Sincerely」（シンシアリー）は、1994年2月2日にEpic/Sony Records／Cha-DANCEからリリースされた篠原涼子の3枚目のシングル。
表題曲、カップリング曲ともにアルバムには未収録である。

## 収録曲
1. Sincerely
作詞：松井五郎／作曲・編曲：中崎英也
2. MOONLIGHT CALL
作詞：松井五郎／作曲・編曲：中崎英也

| スタブアイコン | サブスタブ | この項目は、まだ閲覧者の調べものの参照としては役立たない、シングルに関連した書きかけの項目です。この項目を加筆・訂正などしてくださる協力者を求めています（P:音楽/PJ:楽曲）。 |